# 小富豪瑞奇
《小富豪瑞奇》（英文：Richie Rich；全稱Richard "Richie" Rich, Jr；另名Ri¢hie Ri¢h），是一套由Alfred Harvey及Warren Kremer所繪的美國漫畫，連載於1953年至1994年間。1980年及1996年間分別改編成動畫放映。

## 附屬作品
- 《小富豪瑞奇與叔比狗與小皮秀》（英文：The Richie Rich/Scooby-Doo Show and Scrappy Doo!）- 1980年間Hanna-Barbera所製作綜合動畫
- 《小精靈與小富豪瑞奇秀》（英文：The Pac-Man/Little Rascals/Richie Rich Show）- 1980年間Hanna-Barbera所製作綜合動畫

## 外部連結
- Richie Rich entry, Classic Media website
- Richie Rich at The Harveyville Fun Times （页面存档备份，存于）
- Richie Rich Page （页面存档备份，存于）
- 互联网电影数据库（IMDb）上《Richie Rich》的资料（英文）
- 互联网电影数据库（IMDb）上《Richie Rich》的资料（英文）